# Себастьян Дубарбьєр
Себастьян Дубарбьєр (ісп. Sebastián Dubarbier, нар. 19 лютого 1986, Ла-Плата) — аргентинський футболіст, що грав на позиції лівого захисника.

## Ігрова кар'єра
У дорослому футболі дебютував 2005 року виступами за команду «Хімнасія і Есгріма» з рідної Ла-Плати, в якій провів два сезони. 
Протягом 2007 року захищав на правах оренди кольори «Олімпо», а наступного року перебрався до Європи, ставши гравцем румунського  «ЧФР Клуж». Відразу став основним лівим захисником команди, а за результатами 2008 року був визнаний найкращим легіонером у румунській першості. Загалом відіграв за команду із Клужа півтора сезони своєї кар'єри, після у лютому 2010 року перейшов до французького «Лор'яна». У Франції не зумів пробитися до основного складу нової команди і за рік, на початку 2011, був відданий в оренду до друголігового іспанського «Тенерифе».
Згодом 2012 року знову був відданий в оренду до другого іспанського дивізіону, цього разу до «Кордови», з якою пізніше уклав повноцінний контракт. 2013 року перейшов до «Альмерії», у складі якої дебютував в іграх іспанської Ла-Ліги, на рівні якої відіграв два сезони. Згодом ще два сезони провів у її складі в Сегунді, після чого грав на батьківщині за «Естудьянтес».
2018 року повернувся до Іспанії, уклавши контракт із «Депортіво» (Ла-Корунья). Утім за цю друголігову команду так і не дебютував. За рік став гравцем «Банфілда», виступами за який і завершив свою ігрову кар'єру.

## Титули і досягнення
- Чемпіон Румунії (1):

«ЧФР Клуж»: 2009-2010
- Володар Кубка Румунії (2):

«ЧФР Клуж»: 2008-2009, 2009-2010
- Володар Суперкубка Румунії (1):

«ЧФР Клуж»: 2009